# Andover (Vermont)
Andover ist eine Town im Windsor County des Bundesstaates Vermont in den Vereinigten Staaten mit 568 Einwohnern (laut Volkszählung von 2020).

## Geografie

### Geografische Lage
Das Gebiet liegt östlich des Hauptkamms der Green Mountains und wird in erster Line von den Zuflüssen des Williams River durchzogen. Die höchsten Erhebungen im Bereich der Town sind der Markham Mountain und der Mount Terrible im Westen des Gebietes. Die Einwohner der Gemeinde leben in erster Linie von Landwirtschaft.

### Nachbargemeinden
Alle Entfernungen sind als Luftlinien zwischen den offiziellen Koordinaten der Orte aus der Volkszählung 2010 angegeben.
- Norden: Ludlow, 4,0 km
- Osten: Chester, 10,4 km
- Südosten: Grafton, 12,4 km
- Süden: Windham, 4,6 km
- Südwesten: Londonderry, 8,6 km
- Westen: Weston, 9,0 km
- Nordwesten: Mount Holly, 10,5 km

Hinweis: Andover teilt weder mit Grafton noch mit Mount Holly eine gemeinsame Grenze. Beide Gemeinden liegen aber derart nah an Andover, dass die Aufnahme in diese Liste gerechtfertigt ist.

### Klima
Die mittlere Durchschnittstemperatur in Andover liegt zwischen −8,3 °C (17 °Fahrenheit) im Januar und 19,4 °C (67 °Fahrenheit) im Juli. Damit ist der Ort gegenüber dem langjährigen Mittel Vermonts um etwa 2 Grad kühler. Die Schneefälle zwischen Oktober und Mai liegen mit bis zu 43 cm (ca. 17 inch) im Januar deutlich höher als im Schnitt der USA mit etwa 11 cm (4,5 inch). Die tägliche Sonnenscheindauer liegt am unteren Rand des Wertespektrums der USA.

## Geschichte
Das Gebiet der Town wurde am 13. Oktober 1761 zur Besiedlung ausgerufen und verkauft. Erste Siedler kamen ab etwa 1768 ins Land; zu den ersten dauerhaften, auch über den Winter bestehenden Niederlassungen kam es aber erst 1776. Die konstituierende Stadtversammlung fand im März 1780 statt. Die Abspaltung eines Teils des ursprünglichen Gebietes der Town als eigenständige Town Weston, die bereits ab 1790 vorbereitet worden war, wurde durch den Senat Vermonts am 26. Oktober 1799 beschlossen.
1828 war die Gemeinde mit acht Schulen ausgestattet. Um 1840 ist in der Gemeinde in erster Linie Landwirtschaft und Viehzucht, hierbei besonders die Schafzucht, verbreitet.
Die Volkszählung von 1790, also noch vor der Abspaltung von Weston, ergab eine Einwohnerzahl von 275 Personen in Andover; bei der Volkszählung von 1800 waren es bereits über 1.000 Einwohner, davon mehr als 40 % unter 10 Jahre alt (auch hier ist das Gebiet von Weston noch eingerechnet). Diese Zahl bezifferte sich 1840, trotz der Verkleinerung des Gebietes, auf 878 Personen, halbierte sich aber bis heute wieder, da das Gebiet bei der Erschließung durch den Bahnbau in Vermont ab 1848 und die Entwicklung des Schnellstraßensystems nach dem Zweiten Weltkrieg unberücksichtigt blieb und von der industriellen Entwicklung Vermonts abgekoppelt blieb. Die Bevölkerungsschwund verstärkte sich während der Wirtschaftskrise von 1929 und setzt sich bis heute kontinuierlich fort.

### Religionen
Eine erste baptistische Kirchengemeinde wurde am 31. August 1803 ins Leben gerufen und 1809 durch ein eigenes Gemeindehaus gefestigt. Die Gemeinde der Universalisten bildete sich 1807.
Heute findet sich im Ortszentrum ein konfessionsübergreifend genutzter Kirchenbau, die Andover Community Church.

### Einwohnerentwicklung
| Volkszählungsergebnisse – Town of Andover, Vermont | Volkszählungsergebnisse – Town of Andover, Vermont | Volkszählungsergebnisse – Town of Andover, Vermont | Volkszählungsergebnisse – Town of Andover, Vermont | Volkszählungsergebnisse – Town of Andover, Vermont | Volkszählungsergebnisse – Town of Andover, Vermont | Volkszählungsergebnisse – Town of Andover, Vermont | Volkszählungsergebnisse – Town of Andover, Vermont | Volkszählungsergebnisse – Town of Andover, Vermont | Volkszählungsergebnisse – Town of Andover, Vermont | Volkszählungsergebnisse – Town of Andover, Vermont |
| Jahr                                               | 1700                                               | 1710                                               | 1720                                               | 1730                                               | 1740                                               | 1750                                               | 1760                                               | 1770                                               | 1780                                               | 1790                                               |
| -------------------------------------------------- | -------------------------------------------------- | -------------------------------------------------- | -------------------------------------------------- | -------------------------------------------------- | -------------------------------------------------- | -------------------------------------------------- | -------------------------------------------------- | -------------------------------------------------- | -------------------------------------------------- | -------------------------------------------------- |
| Einwohner                                          |                                                    |                                                    |                                                    |                                                    |                                                    |                                                    |                                                    |                                                    |                                                    | 275                                                |
| Jahr                                               | 1800                                               | 1810                                               | 1820                                               | 1830                                               | 1840                                               | 1850                                               | 1860                                               | 1870                                               | 1880                                               | 1890                                               |
| Einwohner                                          | 1016                                               | 957                                                | 1000                                               | 975                                                | 878                                                | 725                                                | 670                                                | 588                                                | 564                                                | 418                                                |
| Jahr                                               | 1900                                               | 1910                                               | 1920                                               | 1930                                               | 1940                                               | 1950                                               | 1960                                               | 1970                                               | 1980                                               | 1990                                               |
| Einwohner                                          | 372                                                | 284                                                | 294                                                | 258                                                | 213                                                | 185                                                | 215                                                | 239                                                | 350                                                | 373                                                |
| Jahr                                               | 2000                                               | 2010                                               | 2020                                               | 2030                                               | 2040                                               | 2050                                               | 2060                                               | 2070                                               | 2080                                               | 2090                                               |
| Einwohner                                          | 496                                                | 467                                                | 568                                                |                                                    |                                                    |                                                    |                                                    |                                                    |                                                    |                                                    |

## Wirtschaft und Infrastruktur

### Verkehr
Von großen Verkehrsachsen ist Andover größtenteils abgeschnitten. Die Vermont State Route 100, eine Landstraße, die zwischen Londonderry und Chester verläuft, berührt zwar im Süden der Town das Stadtgebiet, aber nicht die Hauptsiedlung. Weder ein Eisenbahnanschluss noch ein Flughafen sind vorhanden; die nächstgelegenen Bahnanschlüsse mit Personenverkehr finden sich in Ludlow (ca. 15 km) und in Bellows Falls (ca. 27 km).

### Öffentliche Einrichtungen
Neben den üblichen städtischen Büros werden in Andover keine öffentlichen Einrichtungen betrieben. Das nächstgelegene Krankenhaus ist das Springfield Hospital in Springfield.

### Bildung
Andover gehört mit Baltimore, Cavendish, Chester, Ludlow, Mt. Holly und Plymouth zur Two Rivers Supervisory Union.
In Andover werden keine Schulen betrieben; die Schüler werden in umliegenden Orten unterrichtet. Die nächstgelegenen Colleges liegen in New Hampshire (Keene State College in Keene und Dartmouth College in Hanover); Universitäten finden sich in Middlebury und Burlington.

## Persönlichkeiten

### Söhne und Töchter der Stadt
- Ira Sherwin Hazeltine (1821–1899), Politiker und Vertreter des Bundesstaates Missouri im US-Repräsentantenhaus
- Albert Gutterson (1887–1965), Leichtathlet und Sieger im Weitsprung bei den Olympischen Spielen 1912